# Roberto Rolfo
Pour les articles homonymes, voir Rolfo.
Roberto « Roby » Rolfo, né le 23 mars 1980 à Turin, Italie, est un pilote de moto italien. 

## Biographie
Sa meilleure saison fut celle de 2003, durant laquelle il finit second dans la catégorie 250 cm³.